# Glaphyridae
Glaphyridae là một họ bọ cánh cứng. Họ này có 8 chi và 80 loài phân bố trên toàn cầu.

## Hình ảnh

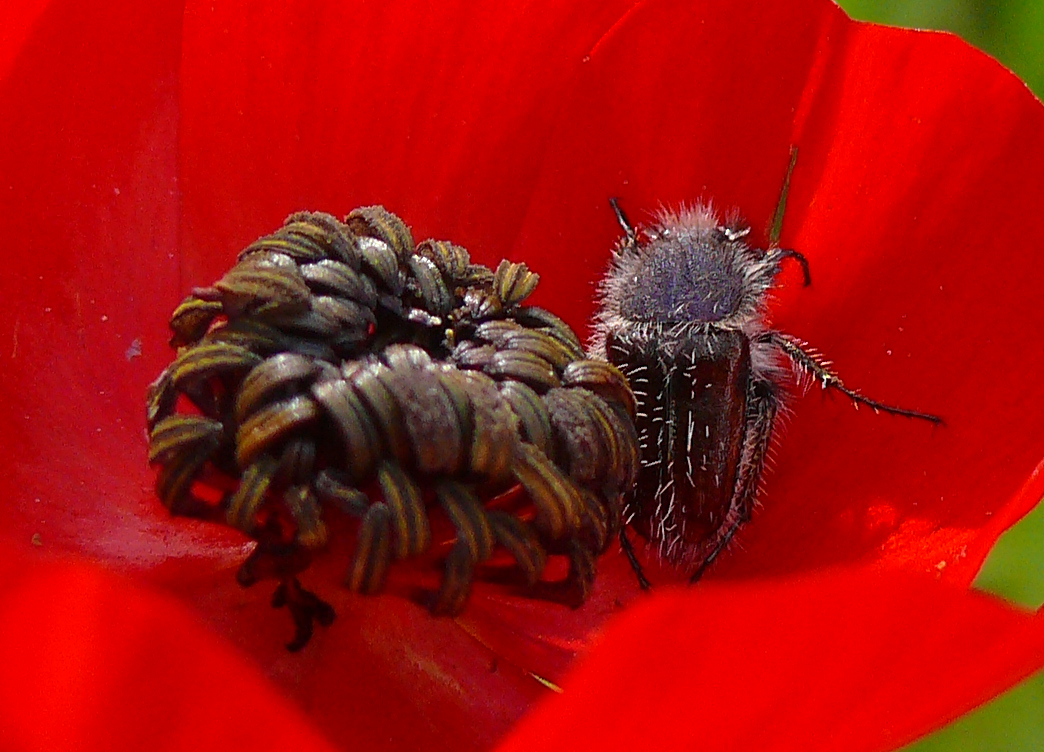
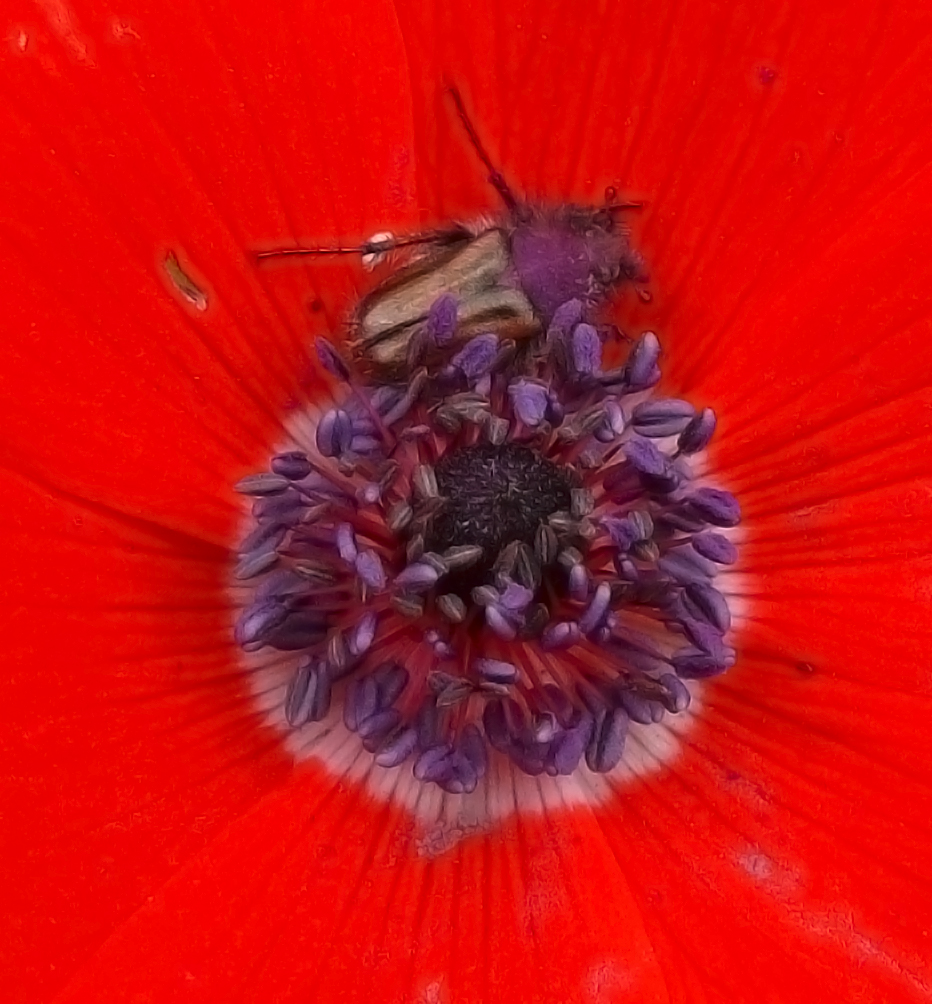